# Kodagathavalli, Alur
Kodagathavalli là một làng thuộc tehsil Alur, huyện Hassan, bang Karnataka, Ấn Độ.